# Michael Schober (Bergsteiger)

Michael Schober, in der Ostwand des Pan di Zucchero

Michael „Michl“ Schober (geboren am 30. April 1918 in München; gestorben am 12. Juni 1940 an der Marne, Frankreich) war ein deutscher Kletterer und Bergsteiger. Er war besonders an der Erschließung des Oberreintals im Wettersteingebirge beteiligt und galt als einer der besten Kletterer seiner Zeit in den Ostalpen.

## Leben
Schober wurde am 30. April 1918 in München geboren. Nach der Schule machte er eine Lehre zum Schuhmacher, die er erfolgreich abschloss.
Schober meldete sich bereits bei Kriegsbeginn freiwillig zur Wehrmacht. Am 12. Juni 1940 starb Schober an den schweren Verletzungen, die er sich am Tag zuvor während eines Spähtrupps an der Marne in Frankreichfeldzug zugezogen hatte.

## Alpinistische Karriere
Schober entdeckte schon früh seine Liebe zu den Bergen und trat 1937 in die Jungmannschaft der Sektion Garmisch-Partenkirchen ein. Es zeigte sich, dass er ein großes Talent zum Klettern hatte. Bereits in seinem ersten Jahr als Kletterer konnte er zu den besten Bergsteigern seiner Zeit aufschließen. Ab 1937 durchstieg Schober alle schwierigen Routen im Wetterstein und in den Dolomiten. Die bis dahin als schwierig geltende Südostwand der Schüsselkarspitze bestieg er 13 Mal, ein damals neuer Rekord.
Bereits 1938 eröffnete er mehrere neue Routen im Oberreintal und leitete mit diesen Neutouren eine neue Qualität an Touren ein. Die von ihm erstbegangene Tour „Südostwand“ des Östlichen Riffelkopfes galt lange Zeit als schwerste Tour im Wetterstein, Schwierigkeit UIAA 6+/A1. Das Jahr 1938 war für Schober sein erfolgreichstes als Bergsteiger, in diesem Jahr gelangen ihm zehn Erstbegehungen und auch viele Begehungen schwerer und schwierigster Routen im Wettersteingebirge als auch in den Dolomiten. Bedingt durch die Wirren und Nöte der Zwischenkriegszeit konnte sich Schober eine Anreise mit der Bahn nicht leisten - deshalb fuhr er mit dem Fahrrad in die Dolomiten. Dort glückten ihm Begehungen der großen Wände wie Große Zinne-Nordwand, Kleinste Zinne-Preußriß, Einser-Nordpfeiler/Stegerweg, Einser-Westgipfel, Elferturm-Nordwestkante, Zwölfer-Westgipfel-Nordwand, am Zwölflerkofel die direkte Nordwand, am Pan di Zucchero die Südostkante und Ostwand, in der Civetta die Nordwestwand, Monte Pelmo Nordwand, an der Pordoispitze die Westwand und andere. Als Abschluss des wochenlangen Aufenthalts eröffnete er zusammen mit Ludwig Kleisl eine Tour in der Südwestwand des Ersten Sellaturms. Diese war zu ihrer Zeit eine der schwersten Touren (Schwierigkeit UIAA 7-, 6/A0) und erst Jahre später von einer Seilschaft aus Bozen wiederholt werden konnte. Diese Tour wird heute „Schober“ genannt, in Italien manchmal auch „Rossi“.
Auch im Sommer 1939 konnte Schober etliche Klettertouren begehen, wie die Nordwestwand des Oberreintalkopfes oder die Westkante des Nordwestlichen Zundernkopfes. Ihm gelang auch die Erstbegehung der Nordwand des Höhlenkopfes. Eine Wiederholung dieser 1000 m hohen Route durch die ins Reintal abfallende Höhlenkopfwand erfolgte erst Ende der 1980er Jahre durch P. Swoboda und F. Perchtold. Er hatte noch viele Pläne in den Zentralalpen, wurde aber im Spätsommer 1939 zur Wehrmacht eingezogen.
Schober war zu seiner Zeit einer der besten Kletterer in den Ostalpen, er hat die schwierigsten Touren seiner Zeit gemacht und viele Neutouren im 6. Grad (UIAA) erstbegangen. Er gilt als Erschließer der Wände im Oberreintal, in denen viele seiner Erstbegehungen liegen.

## Erstbegehungen
Dies ist eine Auswahl der Erstbegehungen durch Schober.
1938:
- Die Ost-Wand an der Schüsselkarspitze, heute „Kleisl-Schober-Führe“ (UIAA 6+, 600 m) genannt, Wetterstein am 26. Juli 1938[6]
- Die Ost-Wand, heute „Schober-Leibl“ (UIAA 6, 390 m) genannt, am Pan di Zucchero in der Civetta, Dolomiten am 24. August 1938[6][7]
- Die Südwand, heute „Schober-Kleisl“ (UIAA 6) genannt, am Ersten Sellaturm im Sellagebirge, Dolomiten, erstbegangen am 27. September 1938[6]
- Den Nordpfeiler am Einser Westgipfel, Sextener Dolomiten am 6. August 1938[6]
- Die Südostwand am Riffelkopf, heute „Schober-Münch“ (UIAA 6+, A1) genannt, im Wetterstein am 13. September 1938[6]
- Die direkte Nordwand,  heute „Schober“ (UIAA 6+, 300 m) genannt, am Unteren Schüsselkarturm im Oberreintal, Wetterstein, am 7. Oktober 1938 mit Karl Münch[8]
- der Westgrat, heute „Schobergrat“ (UIAA 6-, A0) genannt, am Oberen Berggeistturm im Oberreintal, Wetterstein, am 10. Oktober 1938 mit Ludwig Kleisl[8]
- die Südwestkante, heute „Schoberkante“ (UIAA 5) genannt, am Teufelsturm/Oberreintaldom im Oberreintal, Wetterstein, am  11. 10. 1938 mit Ludwig Kleisl[8]
- die Nordostwand, heute „Schoberführe“ (UIAA 6+) genannt, am Oberen Schüsselkarturm im Oberreintal, Wetterstein,  am 14. Oktober 1938 mit Karl Münch[8]

1939:
- die Nordwestwand, heute „Schober“ (UIAA 6+, A1) genannt, am Oberreintalkopf im Oberreintal, Wetterstein am 29. Juli 1939 mit Ludwig Kleisl[8]
- die Westkante am Nordwestlichen Zundernkopf am 3. August 1939 mit Heini Prechtl[8]
- Die Ostwand an der Östlichen Karwendelspitze, Karwendel, am 12. August 1939[6]